# دی‌متیل تلورید
دی‌متیل تلورید (به انگلیسی: Dimethyl telluride) یک ترکیب شیمیایی با شناسه پاب‌کم ۶۸۹۷۷ است. شکل ظاهری این ترکیب، مایع زرد کمرنگ است.